# Come Away with Me (chanson)
Singles de Norah Jones
Feelin' the Same Way
(2002) Turn Me On
(2003)
Come Away with Me est une chanson écrite, composée et interprétée par la chanteuse américaine Norah Jones. Elle est sortie le 30 septembre 2002 comme troisième single de son premier album studio, Come Away with Me (2002).
La chanson atteint notamment la 2e place au Canada, la 5e place en Espagne ainsi que la 21e du classement américain Billboard Adult Top 40. Elle est incluse dans la bande originale du film Coup de foudre à Manhattan de 2002.
Le clip de la chanson, réalisé par James Frost, est sorti en 2003. Il montre Norah Jones au volant d'une voiture dans le désert californien.

## Liste des titres
| 1. | Come Away with Me       | 3:18 |
| 2. | Turn Me On (live)       | 5:08 |
| 3. | Cold, Cold Heart (live) | 4:39 |

| 1. | Come Away with Me    | 3:18 |
| 2. | Feelin' the Same Way | 2:55 |

## Crédits
Les crédits sont tirés du livret de l'album Come Away with Me.
Enregistrement
- Enregistré à Sorcerer Sound (New York City)
- Mixé à Sear Sound (New York)
- Masterisé à Sterling Sound (New York City)

Personnel
- Norah Jones - chant, piano, production
- Jesse Harris - guitare acoustique
- Lee Alexander (en) - guitare basse
- Dan Rieser - batterie
- Arif Mardin - production, mixage
- Jay Newland (en) - production, mixage, ingénierie
- Dick Kondas - assistant ingénieur
- Ted Jensen - mastering

## Classements
| Classement (2002–03)                 | Meilleure position |
| ------------------------------------ | ------------------ |
| Canada (Nielsen SoundScan)           | 2                  |
| Écosse (OCC)                         | 76                 |
| Espagne (PROMUSICAE)                 | 5                  |
| États-Unis (Adult Pop Songs)         | 21                 |
| États-Unis (Adult Alternative Songs) | 12                 |
| France (SNEP)                        | 97                 |
| Pays-Bas (Single Top 100)            | 87                 |
| Royaume-Uni (UK Singles Chart)       | 80                 |

| Classement (2003)          | Position |
| -------------------------- | -------- |
| Canada (Nielsen SoundScan) | 63       |

### Certifications
| Région                                   | Certification | Ventes/Streams |
| ---------------------------------------- | ------------- | -------------- |
| Danemark (IFPI)                          | Or            | 45 000‡        |
| États-Unis (RIAA)                        | 2 × Platine   | 2 000 000‡     |
| Italie (FIMI)                            | Or            | 25 000‡        |
| Royaume-Uni (BPI)                        | Or            | 400 000‡       |
| ‡ventes/streaming selon la certification |               |                |

## Historique de sortie
| Région      | Date              | Format(s)                                        | Label(s)                 | Ref.   |
| ----------- | ----------------- | ------------------------------------------------ | ------------------------ | ------ |
| États-Unis  | 30 septembre 2002 | Diffusion radio (smooth jazz, adult alternative) | Blue Note                | [ 18 ] |
| Royaume-Uni | 7 octobre 2002    | CD                                               | - Blue Note - Parlophone | [ 19 ] |
| États-Unis  | 3 mars 2003       | Diffusion radio (hot adult contemporary)         | Blue Note                | [ 20 ] |